# گاسپزی-ایل-دو-لا-مادلن
گاسپزی-ایل-دو-لا-مادلن (به انگلیسی: Gaspésie—Les Îles-de-la-Madeleine) یک منطقهٔ مسکونی در کانادا است که در استان کبک واقع شده‌است.